# Logan Thompson
Pour les articles homonymes, voir Thompson.
Logan Thompson (né le 25 février 1997 à Calgary dans la province de l'Alberta au Canada) est un joueur professionnel canadien de hockey sur glace. Il évolue au poste de gardien de but.

## Biographie

### Carrière en club
En 2014-2015, il commence sa carrière en junior et partage sa saison avec le Storm de Grande Prairie dans la Ligue de hockey junior de l'Alberta et quelques matchs avec les Wheat Kings de Brandon dans la Ligue de hockey de l'Ouest. Il remporte la Coupe Ed-Chynoweth 2016 avec les Wheat Kings.
Il termine la saison 2013-2014 avec les Winterhawks de Portland dans la Ligue de hockey de l'Ouest. Il est choisi au troisième tour, en soixante-seizième position par les Coyotes de l'Arizona lors du repêchage d'entrée dans la LNH 2015. Il passe professionnel en mars 2019 avec le Thunder de l'Adirondack dans l'ECHL.
Le 13 juillet 2020, il signe un contrat de deux ans avec les Golden Knights de Vegas.
Il joue son premier match dans la Ligue nationale de hockey avec les Golden Knights le 10 mars 2021 face au Wild du Minnesota.
Lors de l'entame de la saison 2022-2023, il est promu gardien titulaire des Golden Knights à la suite des blessures de Robin Lehner puis de Laurent Brossoit. Il se blesse à son tour le 9 février 2023 puis rechute lors de son retour le 23 mars 2023.

### Carrière internationale
Il représente le Canada au niveau international. Il remporte la médaille d'argent lors du championnat du monde 2022.

## Statistiques

### En club
| Saison     | Équipe                          | Ligue      |     | Saison régulière | Saison régulière | Saison régulière | Saison régulière | Saison régulière | Saison régulière | Saison régulière | Saison régulière | Saison régulière | Saison régulière |   | Séries éliminatoires | Séries éliminatoires | Séries éliminatoires | Séries éliminatoires | Séries éliminatoires | Séries éliminatoires | Séries éliminatoires | Séries éliminatoires | Séries éliminatoires |
| Saison     | Équipe                          | Ligue      | PJ  | V                | D                | Pr/N             | Min              | BC               | Moy              | % Arr            | Bl               | Pun              | PJ               | V | D                    | Min                  | BC                   | Moy                  | % Arr                | Bl                   | Pun                  |                      |                      |
| 2018-2019  | Université Brock                | SUO        | 24  | 18               | 6                | 0                | 1 456            | 54               | 2,22             | 93,4             | 3                | 2                |                  |   |                      |                      |                      |                      |                      |                      |                      |                      |                      |
| 2018-2019  | Thunder de l'Adirondack         | ECHL       | 8   | 2                | 4                | 1                | 463              | 21               | 2,72             | 91,8             | 0                | 0                | -                | - | -                    | -                    | -                    | -                    | -                    | -                    | -                    |                      |                      |
| 2018-2019  | Devils de Binghamton            | LAH        | 1   | 0                | 1                | 0                | 60               | 5                | 5,03             | 81,5             | 0                | 0                | -                | - | -                    | -                    | -                    | -                    | -                    | -                    | -                    |                      |                      |
| 2019-2020  | Stingrays de la Caroline du Sud | ECHL       | 32  | 23               | 8                | 1                | 1 922            | 72               | 2,25             | 92,9             | 3                | 15               |                  |   |                      |                      |                      |                      |                      |                      |                      |                      |                      |
| 2020-2021  | Golden Knights de Vegas         | LNH        | 1   | 0                | 0                | 0                | 8                | 0                | 0,00             | 100,0            | 0                | 0                | -                | - | -                    | -                    | -                    | -                    | -                    | -                    | -                    |                      |                      |
| 2020-2021  | Silver Knights de Henderson     | LAH        | 23  | 16               | 6                | 1                | 1 350            | 44               | 1,96             | 94,3             | 2                | 0                | 5                | 3 | 2                    | 309                  | 12                   | 2,33                 | 91,9                 | 0                    | 0                    |                      |                      |
| 2021-2022  | Golden Knights de Vegas         | LNH        | 19  | 10               | 5                | 3                | 1 098            | 49               | 2,68             | 91,4             | 1                | 0                | -                | - | -                    | -                    | -                    | -                    | -                    | -                    | -                    |                      |                      |
| 2021-2022  | Silver Knights de Henderson     | LAH        | 26  | 13               | 9                | 4                | 1 492            | 69               | 2,77             | 92,0             | 2                | 0                | -                | - | -                    | -                    | -                    | -                    | -                    | -                    | -                    |                      |                      |
| 2022-2023  | Golden Knights de Vegas         | LNH        | 37  | 21               | 13               | 3                | 2 171            | 96               | 2,65             | 91,5             | 2                | 2                | -                | - | -                    | -                    | -                    | -                    | -                    | -                    | -                    |                      |                      |
| 2023-2024  | Golden Knights de Vegas         | LNH        | 46  | 25               | 14               | 5                | 2 645            | 119              | 2,70             | 90,8             | 1                | 0                | 4                | 2 | 2                    | 255                  | 10                   | 2,35                 | 92,1                 | 0                    | 0                    |                      |                      |
| Totaux LNH | Totaux LNH                      | Totaux LNH | 103 | 56               | 32               | 11               | 5 922            | 264              | 2,67             | 91,2             | 4                | 2                | 4                | 2 | 2                    | 255                  | 10                   | 2,35                 | 92,1                 | 0                    | 0                    |                      |                      |

## Trophées et honneurs personnels

### AJHL
- 2014-2015 : nommé dans l'équipe des recrues de la division nord

### LHOu
- 2017-2018 : nommé dans la deuxième équipe des étoiles de la conférence est

### Sports universitaires de l'Ontario
- 2018-2019 : 
  - nommé dans l'équipe des recrues de la conférences ouest
  - nommé dans recrue de la saison de la conférences ouest
  - nommé dans la première équipe des étoiles de la conférences ouest
  - nommé meilleur gardien de la conférences ouest

### LAH
- 2020-2021 : 
  - remporte le Trophée Aldege-« Baz »-Bastien
  - nommé dans l'équipe des recrues

### LNH
- 2022-2023 :
  - nommé recrue du mois de novembre
  - participe au 67e Match des étoiles
  - remporte la coupe Stanley avec les Golden Knights de Vegas